# Palaiologosz Amadea ciprusi királyné
Palaiologina Amadea (1420 (körül) – Nicosia, 1440. szeptember 13.) vagy Médea, franciául: Amédéa (Médéa) de Montferrat(-Paléologue), olaszul: Amedea Paleologa, görögül: Μήδεια Παλαιολογίνα, montferrati őrgrófnő, ciprusi királyné, címzetes jeruzsálemi és örmény királyné. A bizánci császári dinasztia, a Palaiologosz-ház montferrati ágából származott.

## Élete
Amadea az édesapja, a Palaiologosz-házi János Jakab montferrati őrgróf révén a bizánci császárok leszármazottja volt. Édesanyja, Savoyai Johanna VII. Amadeus savoyai gróf és Valois Bonne francia királyi hercegnő leánya volt. A francia rokonsága révén kérte meg a kezét II. János ciprusi király, mivel Amadea nagyanyja, Valois Bona Jánosnak, Berry hercegének a lányaként II. János francia király és Luxemburgi Judit (Bona) cseh hercegnő unokája volt.
Amadea 1440. július 13-án Nicosiában feleségül ment II. János ciprusi királyhoz, és ugyanezen a napon ciprusi királynévá is koronázták a nicosiai Szent Bölcsesség Székesegyházban. A királyné azonban alig két hónap után meghalt. Mérgezésnek tulajdonították a halálát. Megözvegyült férje 1442-ben feleségül vette Amadea királyné távoli rokonát, Palaiologina Ilonát, aki két leányt szült a királynak.

## Külső hivatkozások
- Foundation for Medieval Genealogy/Cyprus Genealogy (Hozzáférés: 2015. január 16.)
- Foundation for Medieval Genealogy/Monferrato, Saluzzo (Hozzáférés: 2015. január 16.)
- Euweb/Paleologhi di Montferrato (Hozzáférés: 2015. január 16.)

| Előző Bourbon Sarolta | Ciprusi királyné 1440 – 1440              | Következő Palaiologina Ilona |
| Előző Bourbon Sarolta | Címzetes jeruzsálemi királyné 1440 – 1440 | Következő Palaiologina Ilona |
| Előző Bourbon Sarolta | Címzetes örmény királyné 1440 – 1440      | Következő Palaiologina Ilona |